# Карміотісса
«Карміотісса» (грец. Καρμιώτισσα Πάνω Πολεμιδιών) — кіпрський футбольний клуб із Пафоса, що виник 1979 року. Виступає у першому дивізіоні Кіпру.

## Історія
Команда, яка заснована в 1979 році здебільшого виступала на аматорському рівні. Назва клубу походить від каплиці Діви Марії Карміотісси, що знаходиться в Пано-Полемідії. У 2009 році «Карміотісса» підвищилась до четвертого дивізіону.
У сезоні 2010–11 команда посіла четверте місце, а наступного сезону друге та отримує право виступати в третьому дивізіоні. З сезону 2013–14 лігу С поділіли на дві групи, «Карміотісса» фінішувала першою та отримала право виступати в першому дивізіоні.
З сезону 2014–15 клуб виступає в другому дивізіоні Кіпру. Роком раніше «Карміотісса» стає постійним учасником Кубку Кіпру.
У сезоні 2016–17 клуб дебютував у найвищому дивізіоні але за підсумками першості вибув. 
Через два сезони «Карміотісса» повернулась до найвищого дивізіону, де за підсумками сезону посіла останнє місце та вибула до другого дивізіону.
За підсумками сезону 2021-22 клуб зайняв перше місце у другому дивізіоні та знову повернувся до першого дивізіону.
У грудні 2021 року клуб очолив білоруський спеціаліст, відомий в минулому футболіст київського «Динамо» Олександр Хацкевич. У лютому 2023 року його змінив росіянин Олександр Кержаков.

## Досягнення
- Другий дивізіон чемпіонату Кіпру
  -  Чемпіон (2): 2015–16, 2021-22